# Arsenal de Watertown

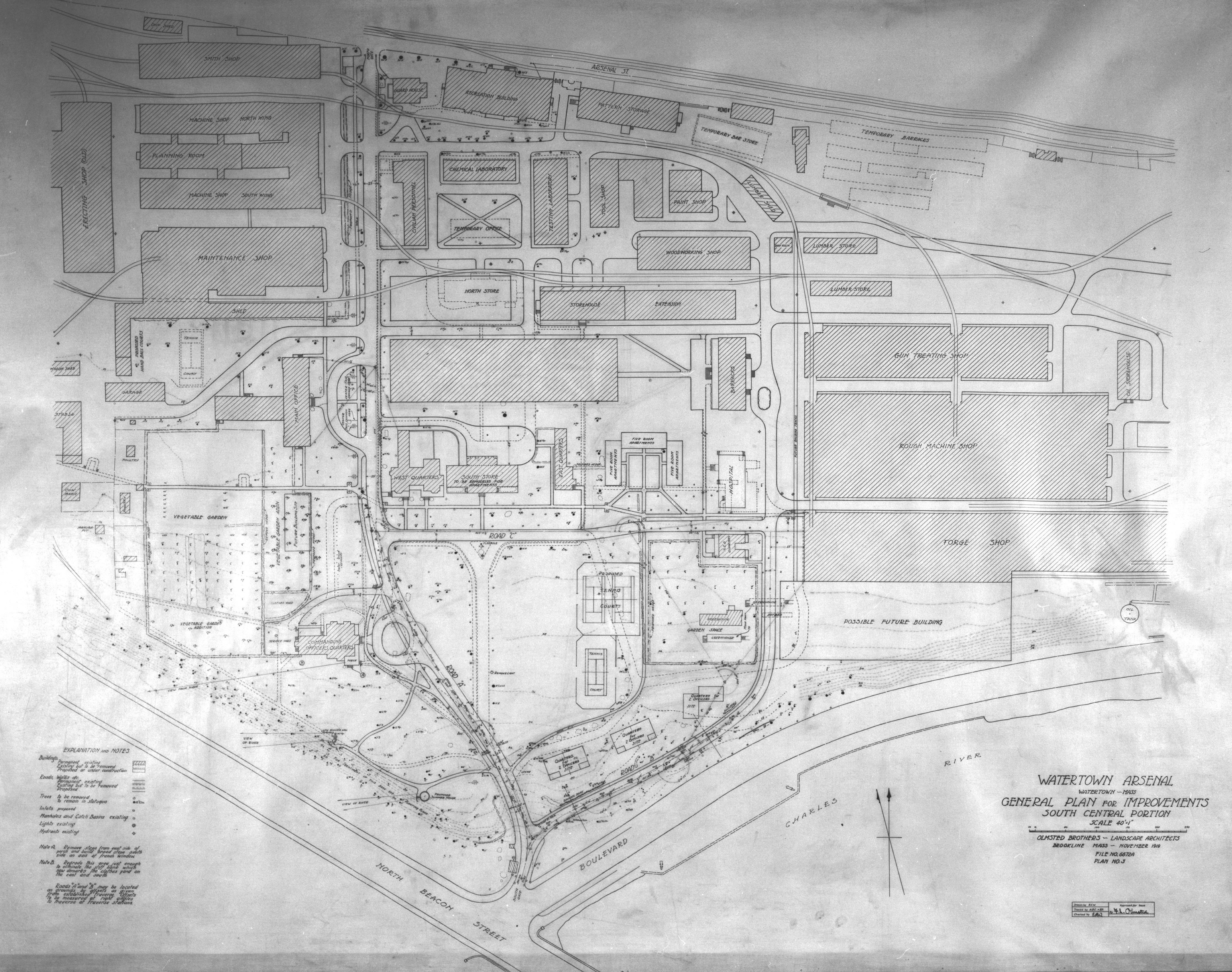
Plan masse de l'arsenal (1919).

L’arsenal historique de Watertown était jusqu'en 1968 l’un des principaux arsenaux américains : situé sur la rive de la Rivière Charles à Watertown (Massachusetts), il est aujourd'hui classé au titre des US Historic Places, et le site a été réaménagé en espace d’entreprises, avec un parking, plusieurs restaurants et des bureaux.

## Histoire
L’arsenal a été construit en 1816 sur 16 ha de terrain par l’Armée américaine pour en faire un dépôt de munitions. Il s'agissait de remplacer l’arsenal de Charlestown, trop ancien. Le plan d'origine de l’arsenal comportait 12 bâtiments alignés nord-sud et faisant face au fleuve. Alexander Parris, le futur architecte de Quincy Market, en dirigea les travaux. Il y avait là un magasin de poudre et un arsenal, de même que des commerces et des corps de logis pour les soldats. Tous les bâtiments étaient en brique avec toits en ardoise dans le style républicain, le site étant protégé par un grand mur d'enceinte. Dès 1819, tous les bâtiments étaient construits et même occupés.
L’arsenal gagna progressivement en importance stratégique et en taille jusqu'à la Guerre de Sécession, et déborda du périmètre d'origine. Pendant le conflit, ce devint une gigantesque usine où l'on assemblait les pièces d'artillerie, aussi bien pour la défense des côtes que pour l'artillerie de campagne et pour cela on y aménagea un atelier de machines et une forge.
Au cours de la Guerre de Sécession, le capitaine Thomas J. Rodman, inventeur du canon Rodman, fut chargé de construire un nouveau QG pour l’Armée de l'Union ; sur les quelque 1 200 m2 alloués, l’officier érigea l’un des plus grands quartiers généraux jamais construit pour l’armée américaine. Cet immeuble est aujourd’hui classé au Registre national des lieux historiques. Son coût (63 478,65 $) , jugé faramineux, se vit opposer la ferme désapprobation du Congrès. Les parlementaires décidèrent de promouvoir Rodman au grade de Brigadier General afin de le nommer à l’Arsenal de Rock Island, aux confins de l’Illinois. Mais là, le général se fit construire un quartier général encore plus luxueux.
L'arsenal fut l'un des plus grands dépôts de munition de la côte est jusqu'au début des années 1890ctivities. En 1892, le Congrès approuva un décret de modernisation des trains d'artillerie, et cette décision entraîna la reconversion de l'arsenal en atelier mécanique, la fonction traditionnelle de dépôt de munitions passant désormais au second plan. Les nouveaux édifices qui se dressaient étaient plutôt des usines, à l'architecture industrielle typique de la fin du XIXe siècle, plutôt que des entrepôts. Pour accompagner le redéploiement des activités, l'armée acheta en 1897 18 ha de terrain supplémentaires, et fit construire un hôpital.
Entre 1908 et 1915, les méthodes de l’organisation scientifique du travail furent introduites. Le Département de la Guerre y voyait un bon moyen d'économiser sur les coûts de production, mais les ouvriers se révoltèrent contre ces méthodes et le Congrès finit par désavouer cette initiative,.
Au cours de la Première Guerre mondiale, la taille de l’arsenal en vint à tripler. Le bloc n°311, notamment, qu'on avait dimensionné pour abriter des canons de gros calibre et la chaîne d'usinage servant à les produire, passe pour avoir été la plus grande structure à ossature métallique des États-Unis. L’arsenal était sillonné de voies ferrées. La Deuxième Guerre mondiale, avec l'accroissement de la production d'armes lourdes, entraîna la construction de 2,8 ha supplémentaires. En 1959–1960, afin d'alimenter en électricité les laboratoires d'essais sur matériaux de l'arsenal, on construisit à Watertown le premier réacteur nucléaire à usage militaire, le Horace Hardy Lester Reactor ; les militaires l'utilisèrent jusqu'en 1970.
En 1968, l'Armée cessa d'exploiter l'arsenal et vendit 18 ha de terrain à la Société pour le Redéploiement Urbain de Watertown, tandis que les 19 ha restants furent convertis en un centre d'essais mécaniques et des Matériaux (MTL). L'année 1995 marqua le terme de toutes les activités militaires sur le site, qui passa entièrement aux autorités civiles.
Le site de l’Armurerie figurait jusqu'en 2006 à l'inventaire fédéral des terrains à décontaminer d'urgence (le Superfund).
Les plus grands entrepôts de l’ancien arsenal ont été convertis en un hypermarché baptisé Arsenal Mall.

## Voir également
- Liste des Historic Civil Engineering Landmarks